# Cecilia Yip
Cecilia Yip (8 maart 1963) is een Hongkongse filmactrice en TVB actrice. Haar Chinese naam is Yip Tung 葉童. Ze werd geboren als Lee Si-Si 李思思 en speekt alleen Standaardkantonees. In 1983 kreeg ze de prijs voor beste actrice voor haar rol in de film Let's Make Laugh en in 1989 kreeg ze de prijs Best Supporting Actress in de film Beyond the Sunset.

## Filmografie
- Men Don't Cry (2007) - Ling Yuk Tsui
- The Family Link (2007) - Hilary Ting Mui-Heung
- May & August (2002)
- Happy Family (2002) - Mrs. Han
- God of Fist Style (2001) - Aunt Wing
- What Time Is It Over There? (2001) - Woman in Paris
- Miles Apart (2000) - Janice Chan
- My Dad Is a Jerk (1997) - Yip Ting
- Peace Hotel (1995) - Shau Siu Man/Lam Ling
- Love, Guns & Glass (1995) - Lau Yuk-Ching
- Faithfully Yours (1995) - Kitty
- Organized Crime & Triad Bureau (1994) - Cindy
- Right Here Waiting (1994)
- King of the Sea (1994)
- Lord of East China Sea II (1993) - Donna
- Lord of East China Sea (1993) - Donna Mang
- Love Among the Triad (1993)
- Crazy Hong Kong (1993) - Winnie
- Legal Innocence (1993) - Shirley Cheng
- Centre Stage (1992) - Lin Chu-Chu
- Call Girl '92 (1992) - Nancy
- Crippled Ho (1991) - Tse
- This Thing Called Love (1991)
- Weakness of Man (1991)
- Rebel from China (1990) - Yip Mei-Ling
- The Swordsman (1990) - Kiddo
- Beyond the Sunset (1989) - Pearl
- Set Me Free (1989)
- The Final Judgement (1989) - Cheung Tsui Fung
- Chaos by Design (1988)
- Fumbling Cops (1988)
- Carry on Hotel (1988) - Boy George
- Amnesty Decree (1987)
- Two Wonder Women (1987)
- Reincarnation (1987) - Liu Ah-Yu
- Last Song in Paris (1986) - Yuan Yu-Shih
- Strange Bedfellow (1986)
- My Heavenly Lover (1986)
- Infatuation (1985)
- Hong Kong 1941 (1984) - Han Yuk Nam
- Let's Make Laugh (1983) - Yeung Noi-dong
- Winners and Sinners (1983) - Ceci
- Esprit d'amour (1983) - Ivy
- Nomad (1982) - Tomato
- Coolie Killer (1982)

- Biblioteca Nacional de España: XX1082466
- Bibliothèque nationale de France: cb14240730r (data)
- International Standard Name Identifier: 0000 0000 7910 4355
- Library of Congress Control Number: no2007041741
- Système universitaire de documentation: 142864404
- Virtual International Authority File: 78554187
- WorldCat: E39PBJhhrVx7KwpMqVKccwdbBP